# Alfred Labille
Pour les articles homonymes, voir Labille et Deligny.
Alfred Labille, né Alfred Deligny le 2 octobre 1865 à Lille et mort  dans la même ville le 15 novembre 1930, est un peintre-verrier lillois spécialisé dans le vitrail d'art religieux.
Son atelier en outre a réalisé de nombreux vitraux représentant le travail à la mine (la principale source de notoriété) et a également étendu ses activités à la décoration et l'agencement d'intérieurs privés.

## Biographie

### Jeunesse et famille
Alfred Jules Louis Deligny naît en octobre 1865 à Lille, enfant naturel de Céline Charlotte Deligny, repasseuse. De même que sa sœur aînée, née un an avant lui, il est légitimé en décembre par le mariage de sa mère avec Jean Baptiste Alfred Labille, employé de commerce, dont il prend le patronyme.
En 1886, devenu ajusteur, Alfred Labille s'engage dans l'armée pour une durée de cinq ans. En 1895, il épouse à Lille Zoé Eugénie Clotilde Minet, institutrice. Il est alors comptable. En 1926, le couple est établi au 19, boulevard Carnot à Lille.

### Parcours artistique

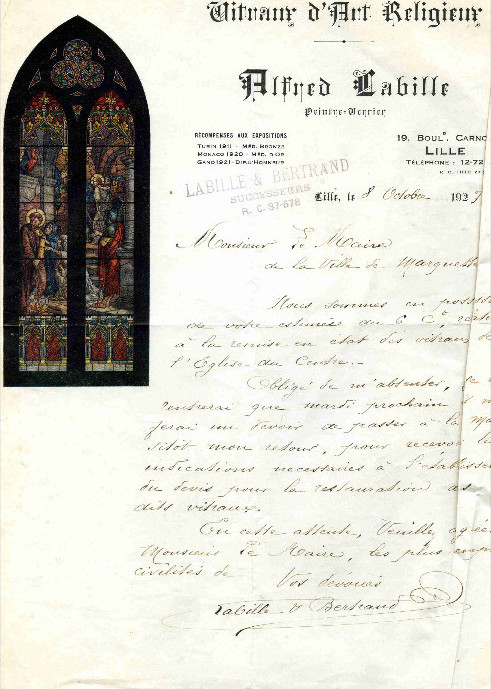
Papier à lettres à entête

Alfred Labille est actif de 1902 à 1930 et est présent à l'exposition universelle de 1911 à Turin. À en croire une correspondance de 1927 ici produite, il concourt aussi à l'exposition de Monaco (1920)  et à l'exposition internationale d'architecture du bâtiment et des industries connexes de Gand (1921).
L'activité de l'atelier est domiciliée au 13 boulevard Carnot à Lille.
Alfred Labille meurt en 1930 à Lille. Il est enterré au cimetière de l'Est (Lille).

## Les associés continuateurs de l'activité
P. Seiler (1910-1922) est son collaborateur de 1910 à 1922.
Avant 1925, Labille est associé à Pierre Bertrand, et la signature de leurs travaux est commune. La succession semble intervenir entre 1925 et 1930.
En 1932, on trouve une série de vitraux signés « Bertrand et Auger, Lille » dans l'église Sainte-Croix de Migné-Auxances, Inscrite MH (2014),.
Selon le référentiel de l'État, le vitrailliste est actif en 1946.

## Œuvres
- Vitraux de l'hôtel de ville d'Aniche - 1924
- Bains Lillois - 1924/1925[14]
- Vitraux de l'hôtel de ville de Bruay-en-Artois - 1929 [15],[16]
- Vitraux de l'hôtel de ville de Liévin - 1926 [17]
- Vitraux de l'ancien hôtel de ville de Lens
- Église Saint-Sarre de Vred, restauration en 1930[18]
- Immeuble d'habitation du pharmacien Émile Bartier à Armentières (aujourd'hui 1 bis, rue du Président-Kennedy) : verrières des ouvertures éclairant la cage d'escalier

## Photothèque 1
Hôtel de ville de Bruay-en-Artois, 1929,  Inscrit MH (2009)

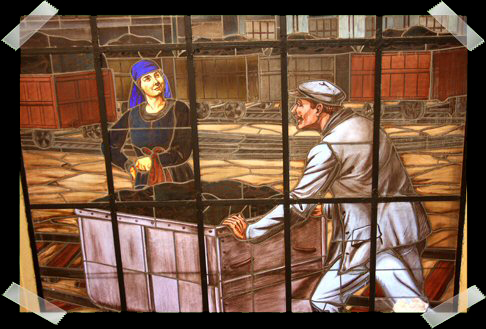
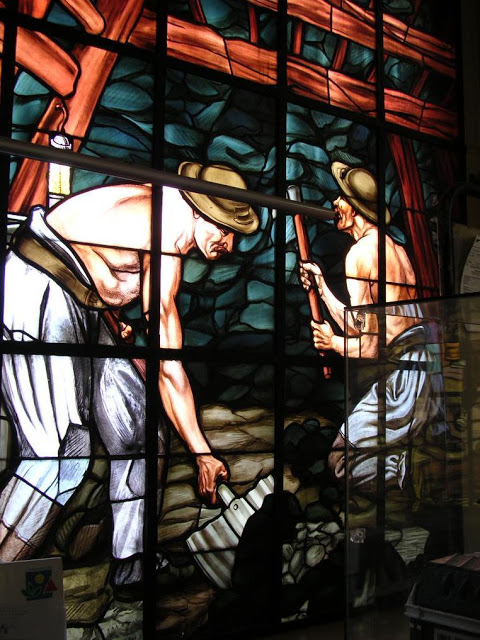
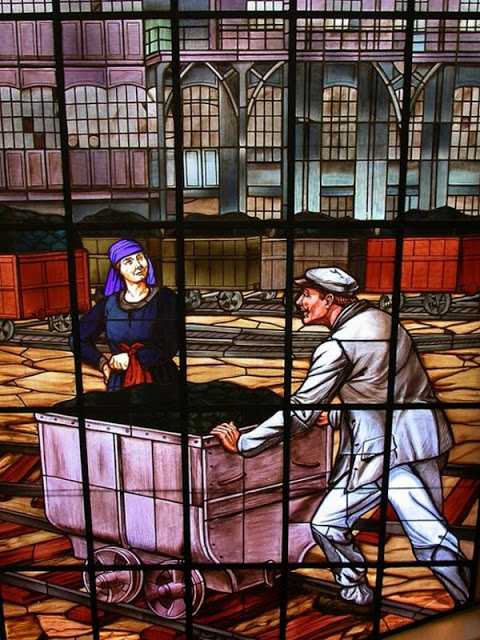
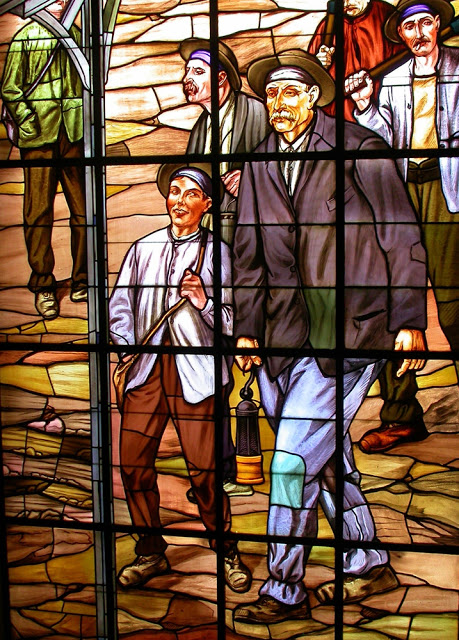

## Photothèque 2
Hôtel de ville d'Aniche (1924), de Lens et de Liévin

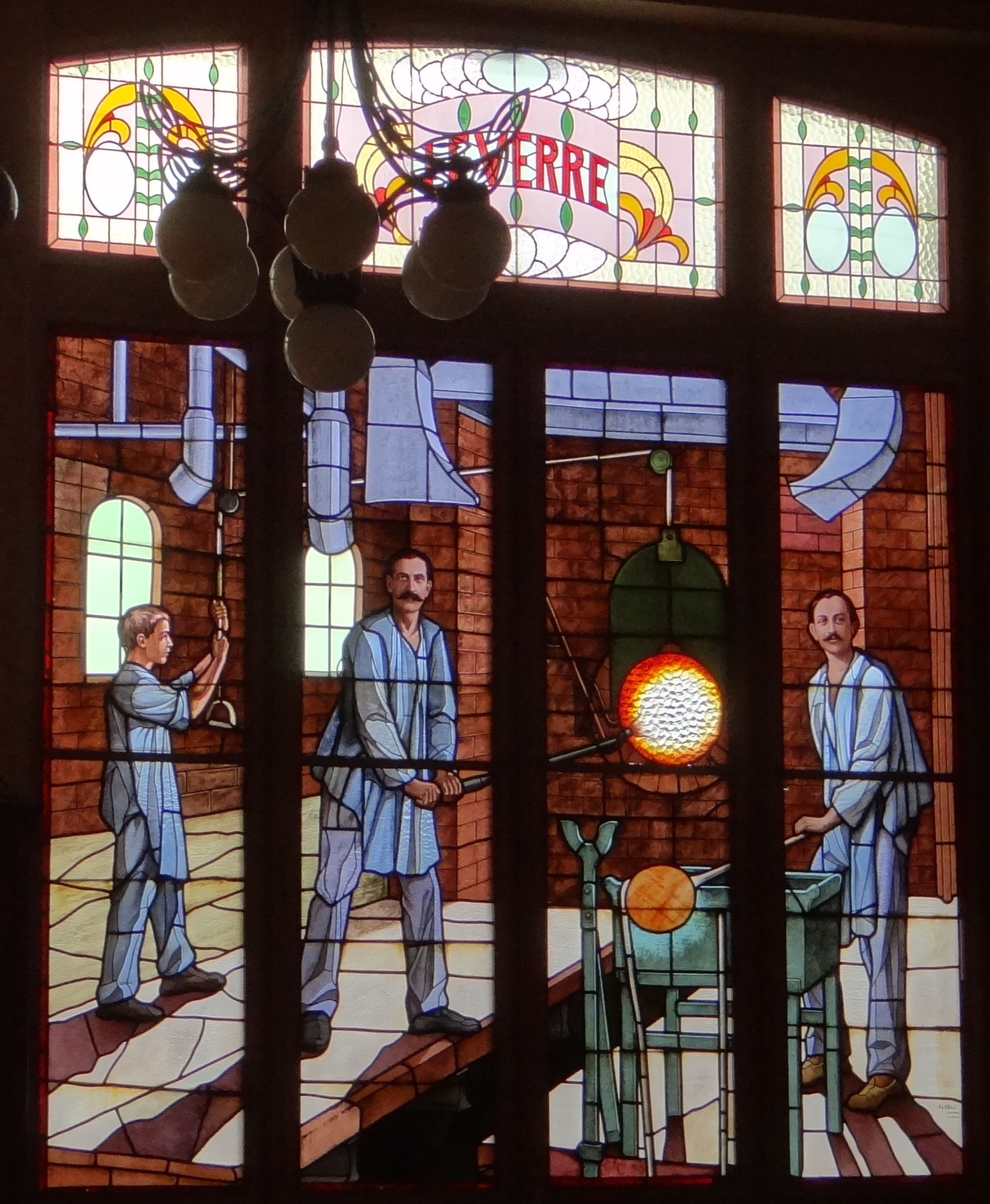
La verrerie
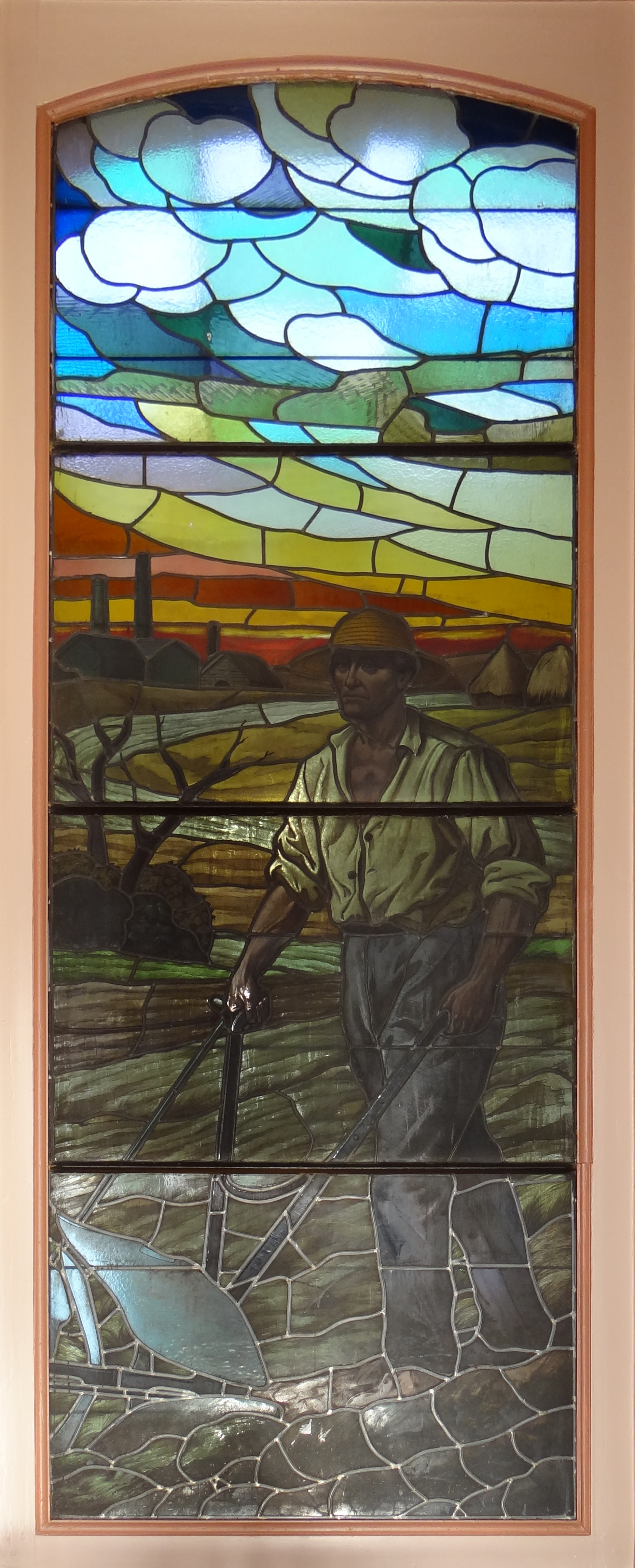
L'agriculture
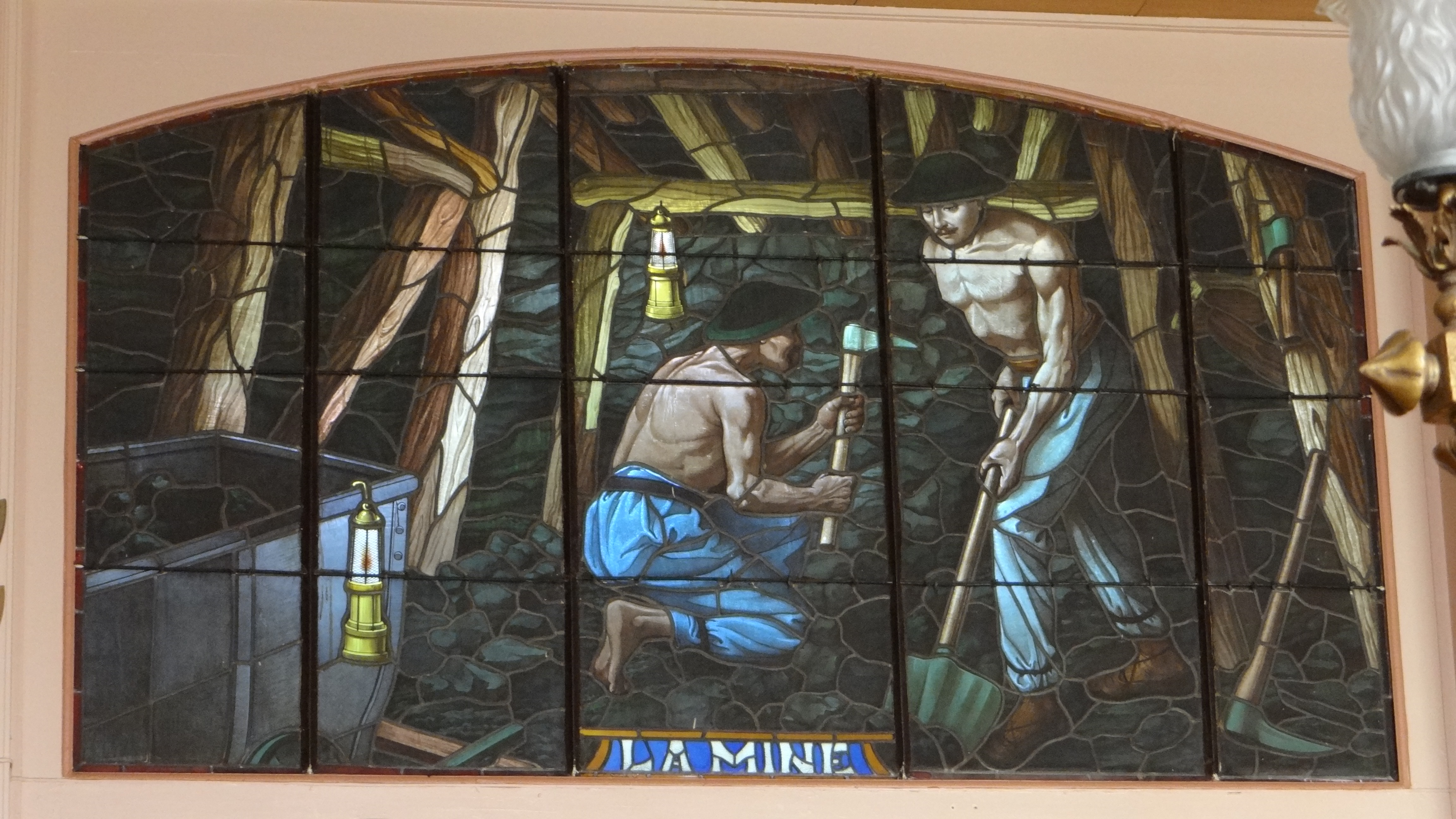
La mine
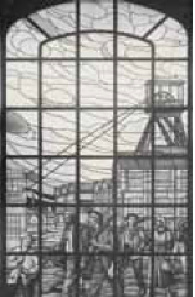
Ancien hôtel de ville de Lens
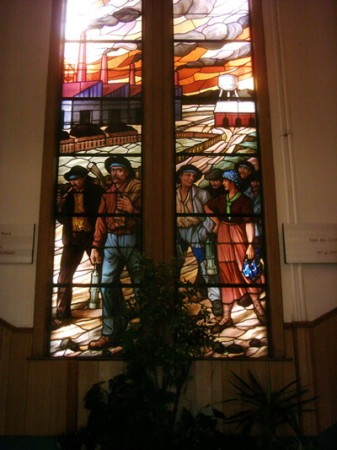
Hôtel de ville de Liévin